# Chézery-Forens
Chézery-Forens est une commune française, située dans le département de l'Ain en région Auvergne-Rhône-Alpes. Chézery-Forens a été constituée en 1962 par la réunion des anciennes communes de Chézery et de Forens.

## Géographie
La commune est située dans la vallée de la rivière de la Valserine, non loin de Lélex – Mijoux, de Valserhône. Le village est entouré de sommets parmi les plus hauts du massif du Jura : Grand Crêt d'Eau, crêt de Chalam, crêt de la Neige.
Chézery-Forens comprend de nombreux hameaux : la Charbonnière, les Closettes, l'Eperry, Forens, le Grand Essert, Magras, Menthières et sa station de ski, Noire Combe, la Rivière, Rosset, la Serpentouze.

### Communes limitrophes
| La Pesse (Jura) | Bellecombe (Jura) | Lélex                                      |
| Champfromier    | Chézery-Forens    | Thoiry Saint-Jean-de-Gonville Péron Farges |
| Montanges       | Confort           |                                            |

### Climat
Pour des articles plus généraux, voir Climat d'Auvergne-Rhône-Alpes et Climat de l'Ain.
En 2010, le climat de la commune est de type climat de montagne, selon une étude du CNRS s'appuyant sur une série de données couvrant la période 1971-2000. En 2020, Météo-France publie une typologie des climats de la France métropolitaine dans laquelle la commune est exposée à un climat de montagne ou de marges de montagne et est dans la région climatique Jura, caractérisée par une forte pluviométrie en toutes saisons (1 000 à 1 500 mm/an), des hivers rigoureux et un ensoleillement médiocre.
Pour la période 1971-2000, la température annuelle moyenne est de 9,6 °C, avec une amplitude thermique annuelle de 17,4 °C. Le cumul annuel moyen de précipitations est de 1 511 mm, avec 11,9 jours de précipitations en janvier et 9,4 jours en juillet. Pour la période 1991-2020, la température moyenne annuelle observée sur la station météorologique de Météo-France la plus proche, sur la commune de Giron à 7 km à vol d'oiseau, est de 8,4 °C et le cumul annuel moyen de précipitations est de 1 672,4 mm,. Pour l'avenir, les paramètres climatiques de la commune estimés pour 2050 selon différents scénarios d'émission de gaz à effet de serre sont consultables sur un site dédié publié par Météo-France en novembre 2022.

## Urbanisme

### Typologie
Au 1er janvier 2024, Chézery-Forens est catégorisée commune rurale à habitat dispersé, selon la nouvelle grille communale de densité à 7 niveaux définie par l'Insee en 2022.
Elle est située hors unité urbaine et hors attraction des villes,.

### Occupation des sols
L'occupation des sols de la commune, telle qu'elle ressort de la base de données européenne d’occupation biophysique des sols Corine Land Cover (CLC), est marquée par l'importance des forêts et milieux semi-naturels (86,6 % en 2018), en diminution par rapport à 1990 (89,2 %). La répartition détaillée en 2018 est la suivante : 
forêts (73,9 %), prairies (11,7 %), milieux à végétation arbustive et/ou herbacée (10,4 %), espaces ouverts, sans ou avec peu de végétation (2,3 %), zones agricoles hétérogènes (1,1 %), zones urbanisées (0,6 %).
L'évolution de l’occupation des sols de la commune et de ses infrastructures peut être observée sur les différentes représentations cartographiques du territoire : la carte de Cassini (XVIIIe siècle), la carte d'état-major (1820-1866) et les cartes ou photos aériennes de l'IGN pour la période actuelle (1950 à aujourd'hui).

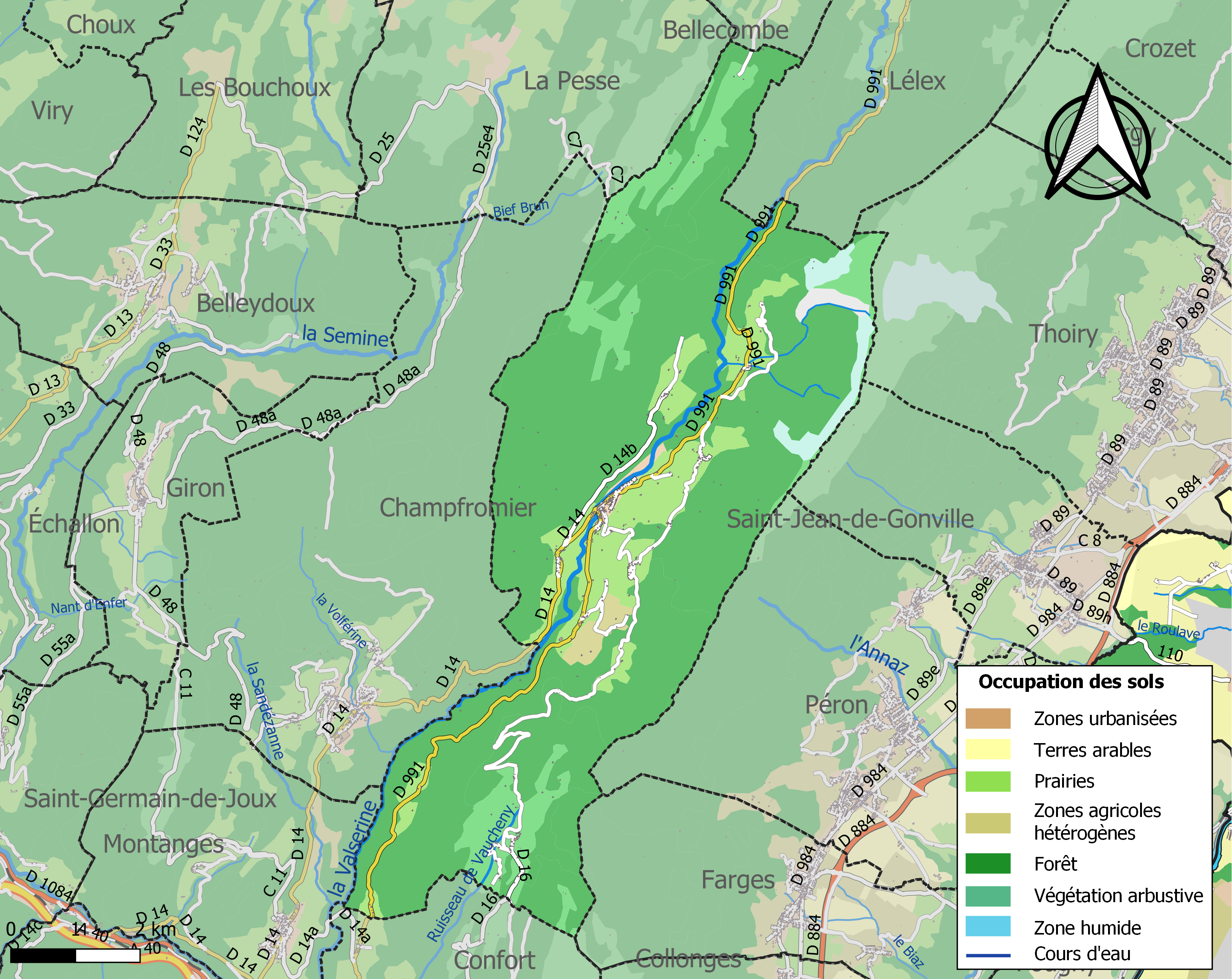
Carte des infrastructures et de l'occupation des sols de la commune en 2018 (CLC).

## Histoire

### Chézery
L'histoire de Chézery se confond celle de son abbaye cistercienne.
Celle-ci fut installée en 1140 dans une vallée étroite du Jura, celle de la Valserine, entre le Rhône (route vers Genève) et le col de la Faucille (route vers Saint-Claude).
Elle ne semble jamais avoir compté plus d'une douzaine de moines.
Elle défriche les pentes du Jura. Elle acquiert des dîmes à Chevrier, Vulbens, Chênex, Veigy, Songy. Elle se lance dans l'acquisition de quelques vignobles, de moulins, de forêts. Elle acquiert des terres et des granges à Lancrans, Péron, Génissiat, Vulbens, Clarafond, Peillonnex, Desingy, Grésin, Sergy…
Vers 1160 elle se lance dans l'élevage ovin. Mais l'industrie drapière genevoise décline vers 1280, privant l'abbaye d'un débouché. À la fin du XIIIe s., la main-d'œuvre manquant, l'abbaye « alberge » (cède) ses terres en échange de redevances. Vers 1280 les moines et leurs tenanciers développent l'élevage bovin. Il faut aménager des pâturages en altitude, faire reculer la forêt, édifier des hameaux, organiser les « remues » du bétail entre le fond de la vallée et les prairies d'altitude. Elle connaît de grosses difficultés à partir de la Peste Noire de 1348.
À la fin du XVe s. elle a été partiellement détruite par un incendie et la règle monastique n'est plus respectée. En 1536 les soldats bernois pillent l'abbaye. Les Genevois font de même en 1590.
L'abbaye connaît une renaissance au XVIIe puis retombe en déliquescence au XVIIIe s. Après la Révolution les bâtiments sont achetés par des familles et transformés en habitations ou en commerces. La démolition des bâtiments de trois des côtés du cloître - dont l’église abbatiale -, qui avaient été acquis par des propriétaires privés, s’achèvera en 1840. Ne subsiste de nos jours, que le 4e côté, celui du bâtiment de l’abbé, réaménagé.
En 1601, le Pays de Gex et le Bugey deviennent français. Ils sont séparés par le chemin des espagnols sous souveraineté savoyarde, permettant de rejoindre la Savoie à la Franche-Comté.
Cette enclave comprend Chézery mais pas Forens, la Valserine faisant office de frontière occidentale depuis le nord de Chézery jusqu'à la confluence avec le Rhône.
En 1760, le traité de Turin supprimera cette enclave et Chézery devient français.
Le 8 janvier 1717 à 10 h du matin, une terrible avalanche partie du crêt d'Ebelly (Les Belly aujourd'hui) détruit plusieurs maisons du hameau de Noire-Combe tuant 20 personnes dont 8 enfants.
Sources :Chevry (Ain)
- Olivier Guichard, Une fille de Fontenay aux portes de Genève, L'abbaye de Chézery des origines à la Grande Peste (1140-1348), Société d'histoire et d'archéologie du pays de Gex, 2000.
- Association des élus du canton de Collonges, Richesses touristiques et archéologiques du canton de Collonges, 1989.
- Ghislain Lancel, L'abbaye de Chézery (Ain), Abbés et histoire, monastère et dépendances, imp. Pixartprinting, Venise, 2020.

### Chézery-Forens

Limites des deux anciennes communes.

Chézery-Forens est née en 1962 de la réunion des anciennes communes de Chézery et de Forens.

## Politique et administration

### Découpage territorial
La commune de Chézery-Forens est membre de l'intercommunalité Pays de Gex Agglo, un établissement public de coopération intercommunale (EPCI) à fiscalité propre créé le 31 mai 1995 dont le siège est à Gex. Ce dernier est par ailleurs membre d'autres groupements intercommunaux.
Sur le plan administratif, elle est rattachée à l'arrondissement de Gex, au département de l'Ain et à la région Auvergne-Rhône-Alpes. Sur le plan électoral, elle dépend du  canton de Thoiry pour l'élection des conseillers départementaux, depuis le redécoupage cantonal de 2014 entré en vigueur en 2015, et de la troisième circonscription de l'Ain  pour les élections législatives, depuis le dernier découpage électoral de 2010.

### Administration municipale
| Période                                  | Période  | Identité          | Étiquette | Qualité                    |
| ---------------------------------------- | -------- | ----------------- | --------- | -------------------------- |
| 1995                                     | 2001     | Georges Mermillon |           |                            |
| 2001                                     | 2014     | Jean Barras       |           | Réélu en 2008              |
| 2014                                     | En cours | Bernard Vuaillat  | SE        | Retraité Fonction publique |
| Les données manquantes sont à compléter. |          |                   |           |                            |

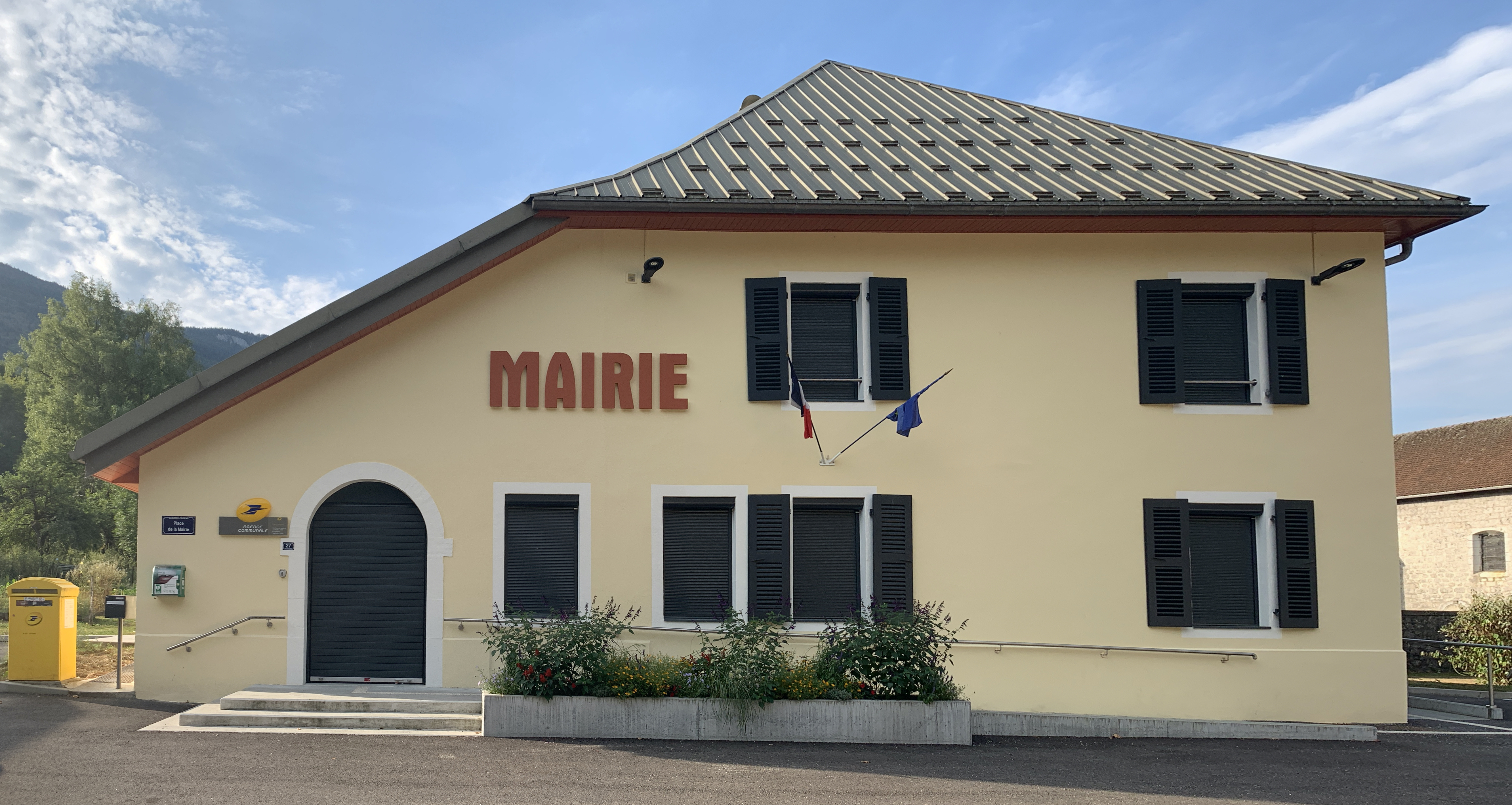
Mairie.

Le village est né de la fusion des deux communes de Chézery et de Forens (située plus en bas). Elle est le siège d'une gendarmerie de montagne.

## Démographie
L'évolution du nombre d'habitants est connue à travers les recensements de la population effectués dans la commune depuis 1793. Pour les communes de moins de 10 000 habitants, une enquête de recensement portant sur toute la population est réalisée tous les cinq ans, les populations de référence des années intermédiaires étant quant à elles estimées par interpolation ou extrapolation. Pour la commune, le premier recensement exhaustif entrant dans le cadre du nouveau dispositif a été réalisé en 2006.
En 2022, la commune comptait 436 habitants, en évolution de −5,22 % par rapport à 2016 (Ain : +5,15 %, France hors Mayotte : +2,11 %).
| 1793  | 1800  | 1806  | 1821  | 1831  | 1836  | 1841  | 1846  | 1851  |
| ----- | ----- | ----- | ----- | ----- | ----- | ----- | ----- | ----- |
| 1 812 | 1 725 | 1 048 | 1 179 | 1 205 | 1 202 | 1 154 | 1 131 | 1 126 |

| 1856  | 1861  | 1866  | 1872 | 1876  | 1881 | 1886 | 1891  | 1896  |
| ----- | ----- | ----- | ---- | ----- | ---- | ---- | ----- | ----- |
| 1 046 | 1 050 | 1 031 | 957  | 1 011 | 966  | 990  | 1 017 | 1 017 |

| 1901 | 1906 | 1911 | 1921 | 1926 | 1931 | 1936 | 1946 | 1954 |
| ---- | ---- | ---- | ---- | ---- | ---- | ---- | ---- | ---- |
| 997  | 948  | 927  | 761  | 722  | 672  | 633  | 501  | 501  |

| 1962 | 1968 | 1975 | 1982 | 1990 | 1999 | 2006 | 2011 | 2016 |
| ---- | ---- | ---- | ---- | ---- | ---- | ---- | ---- | ---- |
| 414  | 436  | 362  | 337  | 357  | 369  | 399  | 449  | 460  |

| 2021 | 2022 | - | - | - | - | - | - | - |
| ---- | ---- | - | - | - | - | - | - | - |
| 445  | 436  | - | - | - | - | - | - | - |

## Économie
- La fromagerie de l'Abbaye fabrique du bleu de Gex (fromage à pâte persillée protégé par une AOC) et du comté (visite possible).
- Un hôtel, un camping, deux restaurants, une boulangerie, une épicerie, un station service et un point poste sont situés au village.
- L'unique fabricant français de roue de rollers et de skis à roulettes est installé à Chézery.

## Culture locale et patrimoine

### Lieux et monuments

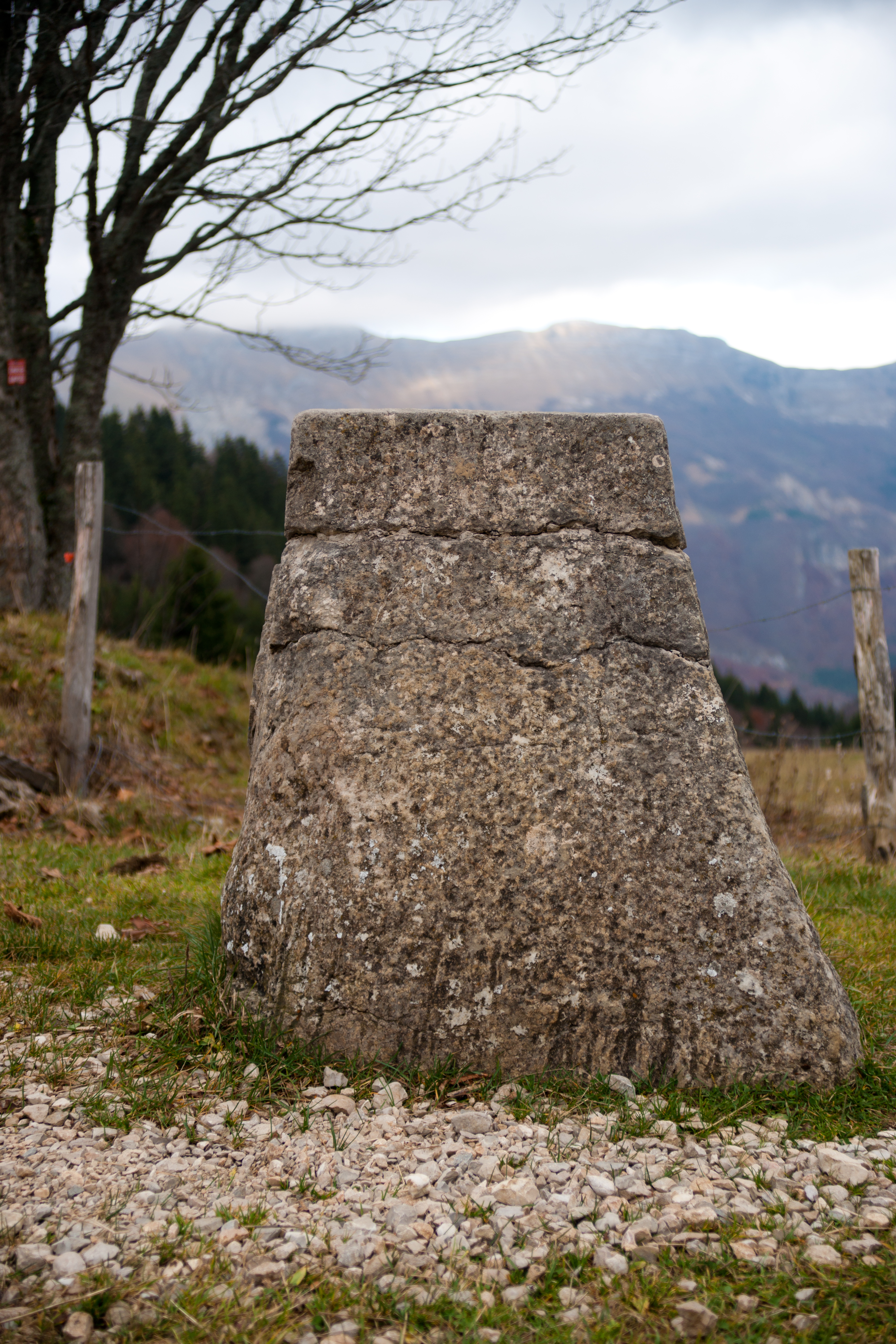
La borne au Lion.

- La borne au Lion est classée monument historique.
- Église de l'Assomption-de-la-Vierge, construite en 1645. On admirera surtout la fresque.
- Château de Forens, fin XVIIe siècle.
- Moulin de Forens, fin XVIIe siècle.
- Moulin de Magras.
- Le pont de Chézery sur la Valserine date de 1853.
- Ruines de l'abbaye de Chézery.
- Col de Menthières.
- Station de ski de Menthières.

### Personnalités liées à la commune
- Saint Lambert († 1154), fondateur de l'abbaye de Chézery en 1140, célébré le 22 août[20]. Né à Saint-Maurice dans l'Isère il part à l'abbaye de Bonnevaux avec son frère Pierre (qui deviendra abbé de Tamié, puis archevêque de Tarentaise). Leur père et leur jeune frère André les rejoindront quelques années plus tard pendant que leur mère et leur sœur entrent chez les cisterciens. Voulue par Amédée III de Savoie, comte de Savoie, afin de peupler la vallée de la Valserine à cette époque région désertique du massif du Jura, l'abbaye de Chézery est édifiée en 1140 est confiée à Lambert[21].
- Saint Roland († 1200), abbé de Chézery, célébré le 14 juillet[22]. Son origine n'est pas connue et la légende fait de lui un prince anglais désireux qui partir le plus loin possible de sa famille et des honneurs. Peut-être faisait-il partie des nombreux Anglais qui en 1161 étaient venus rejoindre le pape Alexandre III. Alors qu'il est depuis quelques années à l'abbaye de Chézery, il est choisi en 1170 pour succéder à Étienne sur le siège d'abbé. Il fonde la chapelle de "Notre-Dame-des-Sept-Douleurs"" au village de Confort qui deviendra un haut lieu de pèlerinage au Moyen Âge[21].
- Marcel Lugand (1923-2017), résistant français et participant au défilé du 11 novembre 1943 à Oyonnax, est né à Chézery.